# Oncocnemis x-signata
Oncocnemis x-signata là một loài bướm đêm trong họ Noctuidae.